# Robert Domany
Robert Domany (ur. 16 lutego 1908, zm. 3 marca 1942) – jugosłowiański rewolucjonista, żołnierz Brygad Międzynarodowych w Hiszpanii, partyzant NOVJ, Bohater Ludowy Jugosławii.

## Życiorys
Domany urodził się w miejscowości Orahovica, 16 lutego 1908, w rodzinie sefardyjskiej.
W 1937 zapisał się do Komunistycznej Partii Jugosławii. W tym samym roku przeniósł się do Hiszpanii, aby dołączyć do Brygad Międzynarodowych w walce z frankistami. Tam awansował na stopień kapitana artylerii w hiszpańskiej armii republikańskiej i został dowódcą baterii artyleryjskiej „Škoda”.
Podczas II wojny światowej został uwięziony w obozach koncentracyjnych we Francji, z których został deportowany do Niemiec na roboty przymusowe w fabryce Junkersa. Wkrótce potem Gestapo uwięziło go w Neuengamme. Dzięki już funkcjonującym kanałom powrotu hiszpańskich bojowników do Jugosławii, Domany zdołał uciec i wrócić do Zagrzebia, i natychmiast zaangażował się w walkę z okupantem. W sierpniu 1941 roku pomagał zorganizować oddziały partyzanckie w Kordunie. Wkrótce został mianowany dowódcą drugiego oddziału partyzanckiego Kordunu. Oddział ten działał w miejscowościach Slunj, Vojnić, Veljun i Plaški.
Na początku 1942 roku, włoscy faszyści z pomocą czetników pojmali Domany'ego z innymi członkami ruchu oporu: Drago Štajnbergerem, Branko Latasem i Stevo Čuturilo. Wszyscy zostali zabici przez czetników, a ich zwłoki wrzucono do głębokiego na 380 m (1247 ft) szybu w Balince.
24 lipca 1953 roku Domany został pośmiertnie uhonorowany tytułem Bohatera Ludu Jugosławii przez Josipa Broza Tito.